# DR1型柴油动车组
DR1型柴油动车组（俄語：Дизель-поезд ДР1）是苏联铁路的柴油动车组车型之一，也是苏联最著名、产量最大的柴油动车组车型，由位于拉脱维亚的里加车辆制造厂设计制造，1966年开始批量生产。
DR1型柴油动车组的标准编组为6辆编组，由2辆带司机室的头部动车、4辆中间拖车组成。每辆动车装用一台М-756Б型柴油机，采用液力传动。